# Saga Hlaðajarla
Saga Hlaðajarla (o La saga de los Jarls de Lade) es una de las sagas de los islandeses sobre la figura de los jarls de Lade, enfocada en el periodo del gobierno de Håkon Sigurdsson, sus diferencias con su hijo Eiríkr Hákonarson por la muerte de Skopti, que el jarl consideraba amigo suyo, y el intento de invasión por fuerzas de mercenarios conocidos como jomsvikings respaldadas por los daneses. Fue escrita hacia 1200 y algunos versos se conservan en la saga Fagrskinna, en general excepcionalmente bien relatados y dramatizados, pero el original se considera una obra perdida.